# Du (unité)
Le du est une unité d'angle utilisée en astronomie chinoise. Elle était utilisée pour déterminer la position des astres dans le ciel, par un équivalent de l'ascension droite et de la déclinaison utilisées en astronomie moderne. Le du est une mesure d'angle parfaitement bien déterminée, au contraire de plusieurs autres mesures d'angle anciennement utilisées en astronomie chinoise, à savoir le cun, le chi, et le zhang.

## Valeur du«du»
Le du correspond au déplacement moyen du Soleil sur la sphère céleste en 24 heures. Il correspond ainsi à environ 360/365,25 degré, soit 0,9856 degré. Le déplacement du Soleil n'est cependant pas uniforme, du fait que l'orbite terrestre n'est pas exactement circulaire : son déplacement est d'autant plus important que la Terre s'approche du périhélie et est minimal au voisinage de l'aphélie (voir Équation du temps pour plus de détails). Les astronomes chinois avaient remarqué cette irrégularité du déplacement du Soleil, sans en proposer d'explication. Cela ne les a pas empêché de déterminer le du avec une précision satisfaisante, angle qu'ils ont utilisé par la suite pour positionner les étoiles dans le ciel. 

## « qiuji du »et« ruxiu du »
La méthode de positionnement des astres se faisant, en astronomie chinoise, suivant un système s'apparentant à l'ascension droite et à la déclinaison moderne : 
- L'angle qiuju du correspond à la distance angulaire entre le pôle nord céleste et l'astre ; soit l'angle complémentaire à la déclinaison (une déclinaison de 90° correspond à un qiuju du nul, et une déclinaison nulle à un qiuju du de 90 degrés, ou plutôt 91,31 du).
- Le ruxiu du représentait l'écart de type ascension droite non pas entre la projection sur l'équateur céleste de la position de l'astre et une direction fixée comme en astronomie moderne (où la direction est le point vernal), mais entre les projections sur l'équateur céleste de la position de l'astre et de celle de l'étoile référente de la loge lunaire dans laquelle se trouvait l'astre. La sphére céleste était en effet subdivisée en 28 régions appelées loges lunaires, et c'est la position d'un astre par rapport à la délimitation ouest de chaque loge qui était déterminée. Cette méthode de repérage présentait l'avange de pouvoir plus facilement déterminer la position de l'astre, puisque l'ensemble de la loge dans laquelle était situé l'astre était en général visible une bonne partie de la nuit. Les loges lunaires faisaient par ailleurs l'objet de détermination précise de leurs largeurs respectives.

## Référence
- (en) Francis Richard Stephenson et David A. Green, Historical supernovae and their remnants, Oxford, Oxford University Press, 2002, 252 p. (ISBN 0198507666), page 17.